# Kern (Algebra)
Der Kern einer Abbildung dient in der Algebra dazu, anzugeben, wie stark die Abbildung von der Injektivität abweicht. Dabei ist die genaue Definition abhängig davon, welche algebraischen Strukturen betrachtet werden. So besteht beispielsweise der Kern einer linearen Abbildung {\displaystyle f\colon V\to W} zwischen Vektorräumen {\displaystyle V} und {\displaystyle W} aus denjenigen Vektoren in {\displaystyle V}, die auf den Nullvektor in {\displaystyle W} abgebildet werden; er ist also die Lösungsmenge der homogenen linearen Gleichung {\displaystyle f(x)=0} und wird hier auch Nullraum genannt. In diesem Fall ist {\displaystyle f} genau dann injektiv, wenn der Kern nur aus dem Nullvektor in {\displaystyle V} besteht. Analoge Definitionen gelten für Gruppen- und Ringhomomorphismen. Der Kern ist von zentraler Bedeutung im Homomorphiesatz.

## Definition
- Ist {\displaystyle f\colon G\rightarrow H} ein Gruppenhomomorphismus, so wird die Menge

{\displaystyle \operatorname {Kern} f:=\{g\in G\mid f(g)=e_{H}\in H\}}
aller Elemente von {\displaystyle G}, die auf das neutrale Element {\displaystyle e_{H}} von {\displaystyle H} abgebildet werden, Kern von {\displaystyle f} genannt. Er ist ein Normalteiler in {\displaystyle G}.
- Ist {\displaystyle f\colon V\to W} eine lineare Abbildung von Vektorräumen (oder allgemeiner ein Modulhomomorphismus), dann heißt die Menge

{\displaystyle \operatorname {Kern} f:=\{v\in V\mid f(v)=0\in W\}}
der Kern von {\displaystyle f}. Er ist ein Untervektorraum (allgemeiner ein Untermodul) von {\displaystyle V}.
- Ist {\displaystyle f\colon A\to B} ein Ringhomomorphismus, so ist die Menge

{\displaystyle \operatorname {Kern} f:=\{a\in A\mid f(a)=0\}}
der Kern von {\displaystyle f}. Er ist ein zweiseitiges Ideal in {\displaystyle A}.
Im Englischen wird statt {\displaystyle \operatorname {Kern} } auch {\displaystyle \ker } oder {\displaystyle \operatorname {Ker} } (für engl. kernel) geschrieben.

## Bedeutung
Der Kern eines Gruppenhomomorphismus enthält immer das neutrale Element, der Kern einer linearen Abbildung enthält immer den Nullvektor. Enthält er nur das neutrale Element bzw. den Nullvektor, so nennt man den Kern trivial.
Eine lineare Abbildung bzw. ein Homomorphismus ist genau dann injektiv, wenn der Kern nur aus dem Nullvektor bzw. dem neutralen Element besteht (also trivial ist).
Der Kern ist von zentraler Bedeutung im Homomorphiesatz.

## Beispiel (lineare Abbildung von Vektorräumen)
Wir betrachten die lineare Abbildung {\displaystyle f\colon \mathbb {R} ^{3}\to \mathbb {R} ^{3}}, die durch
{\displaystyle f(x)={\begin{pmatrix}1&0&0\\0&1&0\\0&0&0\end{pmatrix}}{\begin{pmatrix}x_{1}\\x_{2}\\x_{3}\end{pmatrix}}={\begin{pmatrix}x_{1}\\x_{2}\\0\end{pmatrix}}}
definiert ist. Die Abbildung {\displaystyle f} bildet genau die Vektoren der Form
{\displaystyle x={\begin{pmatrix}0\\0\\\lambda \end{pmatrix}},\lambda \in \mathbb {R} }
auf den Nullvektor ab und andere nicht. Der Kern von {\displaystyle f} ist also die Menge
{\displaystyle \operatorname {Kern} f=\left\{{\begin{pmatrix}0\\0\\\lambda \end{pmatrix}},\lambda \in \mathbb {R} \right\}}.
Geometrisch ist der Kern in diesem Fall eine Gerade (die {\displaystyle z}-Achse) und hat demnach die Dimension 1. Die Dimension des Kerns wird auch als Defekt bezeichnet und kann mit Hilfe des Rangsatzes explizit berechnet werden.

## Verallgemeinerungen

### Universelle Algebra
In der universellen Algebra ist der Kern einer Abbildung {\displaystyle f\colon A\to B} die durch {\displaystyle f} induzierte Äquivalenzrelation auf {\displaystyle A}, also die Menge {\displaystyle \operatorname {Kern} (f):=\{(x,y)\in A\times A\mid f(x)=f(y)\}}.   Wenn {\displaystyle A} und {\displaystyle B} algebraische Strukturen gleichen Typs sind (zum Beispiel {\displaystyle A} und {\displaystyle B} sind Verbände) und {\displaystyle f} ein Homomorphismus von {\displaystyle A} nach {\displaystyle B} ist, dann ist die Äquivalenzrelation {\displaystyle \operatorname {Kern} (f)} auch eine Kongruenzrelation. Umgekehrt zeigt man auch leicht, dass jede Kongruenzrelation Kern eines Homomorphismus ist. Die Abbildung {\displaystyle f} ist genau dann injektiv, wenn {\displaystyle \operatorname {Kern} (f)} die Identitätsrelation {\displaystyle \{(a,a)\mid a\in A\}} auf {\displaystyle A} ist.

### Kategorientheorie
In einer Kategorie {\displaystyle {\mathcal {C}}} mit Nullobjekten ist ein Kern eines Morphismus {\displaystyle f\colon X\to Y} der Differenzkern des Paares {\displaystyle (f,0)}, das heißt charakterisiert durch die folgende universelle Eigenschaft:
- Für die Inklusion {\displaystyle i\colon \operatorname {Kern} f\to X} gilt {\displaystyle fi=0}.
- Ist {\displaystyle t\colon T\to X} ein Morphismus, so dass {\displaystyle ft=0} ist, so faktorisiert {\displaystyle t} eindeutig über {\displaystyle \operatorname {Kern} f}.

Abstrakter formuliert bedeutet das, dass der Kern sich aus dem universellen Morphismus vom Einbettungsfunktor von {\displaystyle ({\mathcal {C}}\downarrow 0)} in {\displaystyle ({\mathcal {C}}\downarrow {\mathcal {C}})} zum {\displaystyle f} entsprechenden Objekt ergibt.

## Kokern
Der Kokern, Alternativschreibweise Cokern, ist der duale Begriff zum Kern.
Ist {\displaystyle f\colon V\to W} eine lineare Abbildung von Vektorräumen über einem Körper, so ist der Kokern von {\displaystyle f} der Quotient von {\displaystyle W} nach dem Bild von {\displaystyle f}.
Entsprechend ist der Kokern für Homomorphismen abelscher Gruppen oder Moduln über einem Ring definiert.
Der Kokern mit der Projektion {\displaystyle q\colon W\to \operatorname {coker} f} erfüllt die folgende universelle Eigenschaft: Jeder Homomorphismus {\displaystyle t\colon W\to T}, für den {\displaystyle tf=0} gilt, faktorisiert eindeutig über {\displaystyle q} und es gilt {\displaystyle qf=0}. Er ergibt sich in einer Kategorie {\displaystyle {\mathcal {C}}} mit Nullobjekten aus dem universellen Morphismus vom {\displaystyle f} entsprechenden Objekt zum Einbettungsfunktor von {\displaystyle (0\downarrow {\mathcal {C}})} in {\displaystyle ({\mathcal {C}}\downarrow {\mathcal {C}})}.
Diese Eigenschaft ist auch die Definition für den Kokern in beliebigen Kategorien mit Nullobjekten. In abelschen Kategorien stimmt der Kokern mit dem Quotienten nach dem Bild überein.